# Cima Piazzi
Cima Piazzi (též Cima di Piazzi či Cima de’ Piazzi, 3 439 m n. m.) je nejvyšší hora alpské horské skupiny Livigno. Nachází se na území provincie Sondrio v severoitalském regionu Lombardie, asi 9 km jihozápadně od Bormia.
Je umístěna jako samostatný rozlehlý masiv mezi údolími Valdidentro, Valdisotto a Val Grosina. Ze severní strany od obce Isolaccia ve Valdidentro se jeví se svojí rozlehlou ledovou severní stěnou velmi impozantně a působí mohutným dojmem.

## Horopisná charakteristika
Masiv je tvořen třemi hlavními hřebeny a nejvyšší vrchol se nalézá na spojení severozápadního a severovýchodního hřebene. Třetí, jižní hřeben se zvedá od skalnatého sedla Cole Piazzi. Severozápadní hřeben, nazývaný také "Cresta Sinigaglia", je charakteristický výraznými skalnatými sekundárními vrcholy Corno Sinigaglia a Corni di Verva. Velmi zajímavá je severní strana, kompletně pokrytá ledem, která je typickou charakteristikou hory. Je členěna na čtyři ledovce: Vedretta di Piazzi, Ghiacciaio Rinalpi, Ghiacciaio di Cardonè a Ghiacciaio di Val Lia. Přístup pod severní stranu hory je možný dvěma velmi podobnými paralelními údolími, zvanými Val di Lia a Val Cardonné, která jsou oddělena hřebenem a zakončena stejnojmennými ledovci. Nad těmito údolími jsou umístěny dva bivaky pro usnadnění dlouhých výstupů na horu, bivak Ferrario 2 400 m a bivak Cantoni 2 625 m.
Původ názvu Piazzi není jistý. Jedna z možností uvádí, že je odvozen ze jména staré rodiny vlastnící pastviny na úpatí hory.
První výstup na Cima Piazzi uskutečnili J. J. Weilenmann, Franz Poll a Santo Romani dne 21. srpna 1867.
Zejména v Itálii je hora známa mj. tím, že je vyobrazena na vinětě lahví s minerální vodou Levissima.

## Přehled výstupových tras
Jižní hřeben: Normální cesta. Z Passo di Verva (přístup z jihu údolím Val Grosina nebo ze severu z Valdidentro), dále na Colle Piazzi 3 022 m. Po hřebeni až na vrchol (obtížnost F)
Severozápadní stěna: Z bivaku Ferrario (400 m, 50o, D-)
Severozápadní hřeben: Z Conca di Verva, skalní lezení (mnoho úseků III)
Severní hřeben: Z bivaku Cantoni (800 m, AD)
Severní stěna: Z bivaku Cantoni (500 m, AD)
Severovýchodní hřeben: Z Colle Rinalpi (450 m, PD)
Východní stěna: Z pastvin Campacciolo nad obcí Cepina (údolí Valdisotto), nedoporučuje se (1400 m, AD)
Pro všechny trasy je nejlepším startovním místem údolí Valdidentro, konkrétně obec Isolaccia (1345 m), jak v zimě tak v létě, nebo osada Arnoga při silnici do Livigna (1800 m), jen pro letní výstupy.

## Chaty a bivaky
V celém masivu hory se nenachází žádná obhospodařovaná horská chata, pouze dva bivaky na severním úbočí.
Bivak Maurilio Cantoni:
Je umístěn ve výšce 2625 na hřebeni mezi Val Lia a Val Cardonnè. Velmi komfortní, kapacita 9 míst. Dosažitelný od kostela Madonna di Presedont nad Isolaccií údolím Val Lia za 4 hod., velmi snadná cesta.
Bivak Paolo Ferrario:
Umístěn ve výšce cca 2 400 m na Dosso delle Pecore, kapacita 6 míst. Od Madonna di Presedont během cca 2 hod. nebo z Passo delle Pecore za 1,15 hod.